# Markus Henriksen
Markus Henriksen (ur. 25 lipca 1992 w Trondheim) – piłkarz norweski grający na pozycji środkowego pomocnika.

## Kariera klubowa
Karierę piłkarską Henriksen rozpoczął w amatorskim klubie Trond IL. Następnie został zawodnikiem Rosenborg BK. W 2009 roku awansował do kadry pierwszego zespołu Rosenborga. W barwach Rosenborga zadebiutował 10 maja 2009 w meczu Pucharu Norwegii z FK Gjøvik-Lyn (4:0). Z kolei swój pierwszy ligowy mecz rozegrał 20 września 2009, wygrany 4:0 z Sandefjordem. W 2009 roku wywalczył swoje pierwsze w karierze mistrzostwo Norwegii. W sezonie 2010 ponownie został mistrzem kraju i stał się wówczas podstawowym zawodnikiem Rosenborga. 11 kwietnia 2010 w meczu z Odds BK (3:1) strzelił swoje pierwsze 2 gole w lidze.
| Sezon   | Klub         | Kraj     | Rozgrywki      | Mecze | Bramki |
| ------- | ------------ | -------- | -------------- | ----- | ------ |
| 2009    | Rosenborg BK | Norwegia | Tippeligaen    | 3     | 0      |
| 2010    | Rosenborg BK | Norwegia | Tippeligaen    | 28    | 7      |
| 2011    | Rosenborg BK | Norwegia | Tippeligaen    | 29    | 3      |
| 2012    | Rosenborg BK | Norwegia | Tippeligaen    | 18    | 1      |
| 2012/13 | AZ Alkmaar   | Holandia | Eredivisie     | 29    | 3      |
| 2013/14 | AZ Alkmaar   | Holandia | Eredivisie     | 26    | 2      |
| 2014/15 | AZ Alkmaar   | Holandia | Eredivisie     | 22    | 7      |
| 2015/16 | AZ Alkmaar   | Holandia | Eredivisie     | 28    | 12     |
| 2016/17 | Hull City    | Anglia   | Premier League | 15    | 0      |

## Kariera reprezentacyjna
W swojej karierze Henriksen grał już w młodzieżowych reprezentacjach Norwegii: U-19 i U-21. 
W dorosłej reprezentacji zadebiutował 12 października 2010 roku w przegranym 1:2 towarzyskim spotkaniu z Chorwacją.